# Wide receiver

Exemplo de posições dos Wide Receivers.

Wide Receiver (WR) é uma posição ofensiva do futebol americano e canadense.

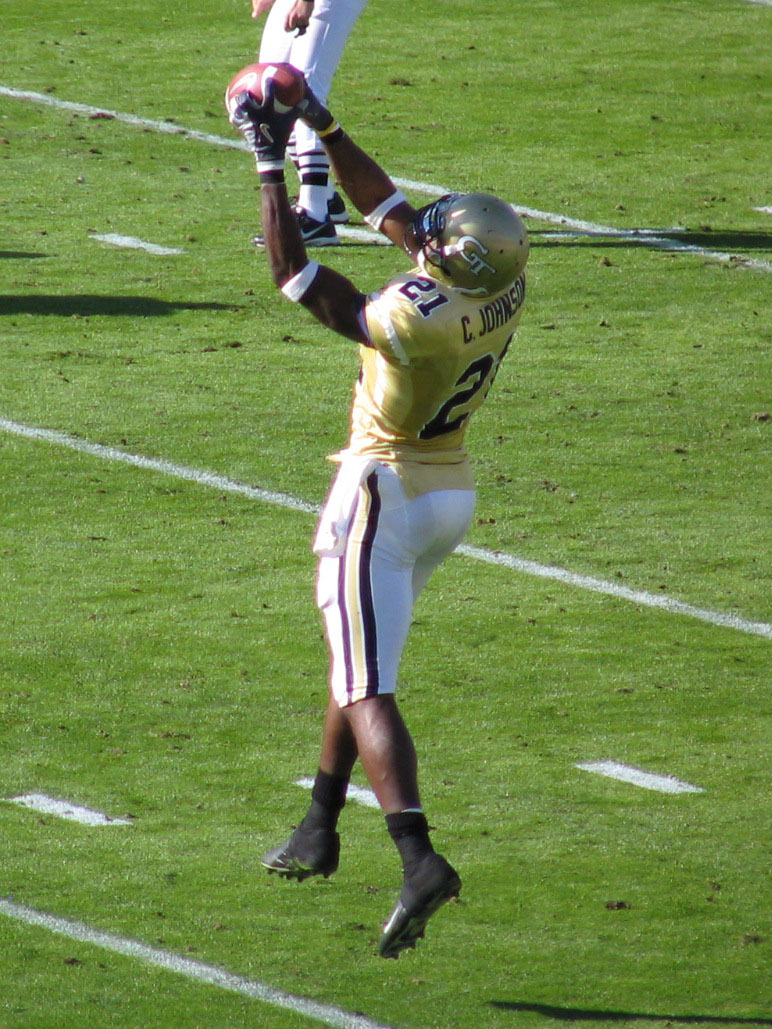
Um wide receiver (recebedor) fazendo uma recepção.

Um Wide Receiver (WR) é uma posição ofensiva no futebol americano e canadense, e é o jogador chave na maioria das jogadas para pontuações. Os Receivers estão entre os jogadores mais rápidos no campo. O papel principal desse tipo de jogador é pegar passes do quarterback. O receptor tenta evitar, ou simplesmente fugir de defensores (tipicamente cornerbacks e/ou safeties) na área de sua rota definida antes do inicio da jogada. Se o receptor fica livre da marcação, ele pode tornar-se o alvo do quarterback. Uma vez que um passe é jogado em sua direção, o objetivo do receptor é primeiro pegar a bola e, em seguida, tentar correr para o touchdown. Alguns receptores são conhecidos como uma ameaça profunda por causa de sua velocidade, enquanto outros podem ser conhecidos por não deixar cair passes. A altura e o peso de um receptor também contribuem para o seu papel; estatura alta e pouco peso são vantagens nesta posição.
Os Wide Receivers também bloqueiam os defensores quando a jogada definida for uma corrida. As vezes o receptores são usados para correr com a bola geralmente em alguma forma de reverso. Isso pode ser eficaz porque a defesa geralmente não espera que eles sejam os portadores da bola em uma corrida.